# Famille Jakabffy
Jakabffy (élesdi és telegdi Jakabffy en hongrois) est le patronyme d'une ancienne famille noble hongroise.

## Histoire
La famille remonte à l'époque du prince Abaffi Ier (1661–1690). Kristóff alias Jakobfi (Jakobffi, Jakobffy) est cité comme issu d'une famille de riches marchands arméniens de Moldavie installés en Transylvanie puis dans le Banat. La famille accède officiellement à la noblesse hongroise en 1760 avec Simon Kristóff alias Jakabffy.

## Principaux membres
- Kristóff Jakabffy (1643-1714), juge en chef (főbíró) de Szamosújvár et surintendant général de l'Église catholique romaine. Père du suivant.
- Kristóff Jakabffy († 1737), juge en chef, sénateur et surintendant général de l'Église catholique romaine de Szamosújvár.
- Miklós Jakabffy (XVIIIe siècle), négociant (kereskedő), greffier et juge en chef de Szamosújvár. Fils du précédent.
- Simon Jakabffy négociant, surintendant et conseiller de Szamosújvár.
- Károly Jakabffy (1831-1913), docteur en droit, procureur du comté de Pest-Pilis-Solt-Kiskun et juge en chef (főszolgabírája) de celui de Komárom (1867).
- Pál Jakabffy (1823-1891), officier, magistrat royal, procureur général (főügyésze) du comté de Temes.
- vitéz Zoltán Ede Jakabffy (1891-1960), grand conseiller de la cour des comptes (számvevőségi főtanácsos).
- vitéz Dezső Jakabffy (1895°), directeur de théâtre.
- Károly Jakabffy (1882-1954), docteur en droit, président-directeur-général de l'Epargne Postale Royale, secrétaire d'État, médaille d'or de la Signum Laudis, Croix de Guerre pour Mérite Civil (2e classe), Grand Croix de l'Ordre de Saint-Sylvestre.
- Kálmán József Miklós Jakabffy (1888-1972), secrétaire (titkár) des Postes et Télégraphes royaux, Croix d'Or du Mérite Civil (Arany Érdemkereszt).
- Gyula Jakabffy (1878-1969), membre de la Chambre haute, secrétaire d'État, főispán.
- Elemér Jakabffy (hu) (1881-1963), avocat, journaliste, homme politique et parlementaire hongrois puis roumain (après 1920), membre de l'Académie hongroise des sciences.
- Zoltán Jakabffy (hu) (1877-1945), architecte hongrois.

## Sources
- Magyar Katolikus Lexikon.
- Magyar életrajzi lexikon I. (A–K). Főszerk. Kenyeres Ágnes. Budapest: Akadémiai. 1967. 791–792. o.
- Hungarian Society of Family History Research
- Site de la Famille Jakabffy